# Zaleski (Ohio)
Pour les articles homonymes, voir Zaleski.
Zaleski est un village américain situé dans le comté de Vinton, dans l’Ohio. Selon le recensement de 2010, sa population est de 278 habitants.